# Antebellum (film)
Pour l’article homonyme, voir Antebellum.
Pour plus de détails, voir Fiche technique et Distribution.
Antebellum est un thriller américain écrit et réalisé par Gerard Bush et Christopher Renz, sorti en 2020.

## Synopsis
Eden est une esclave noire dans une plantation dirigée par des soldats confédérés en Louisiane. Les esclaves sont traités avec violence, ils n'ont le droit de parler que quand on leur en donne la permission, ceux qui essayent de fuir sont tués et leurs corps brulés.
Quand une nouvelle esclave, Julia, arrive à la plantation, Eden lui intime l'ordre de faire profil bas et d'être patiente jusqu'à la prochaine tentative d'évasion.

## Fiche technique
Sauf indication contraire, les informations mentionnées dans cette section peuvent être confirmées par la base de données cinématographiques IMDb,  présente dans la section « Liens externes ».
- Titre original et français : Antebellum
- Réalisation et scénario : Gerard Bush et Christopher Renz
- Musique : Nate Wonder et Roman Gianarthur
- Direction artistique : Michelle C. Harmon
- Décors : Jeremy Woodward
- Costumes : Mary Zophres
- Photographie : Pedro Luque
- Montage : John Axelrad
- Production : Gerard Bush, Zev Forman, Raymond Mansfield, Sean McKittrick, Christopher Renz et Lezlie Wills
- Sociétés de production : QC Entertainment ; Lionsgate (coproductions)
- Société de distribution : Lionsgate (États-Unis), Metropolitan FilmExport (France)
- Pays d'origine :  États-Unis
- Langue originale : anglais
- Genre : Horreur
- Durée : 106 minutes
- Dates de sortie : 
  - France : 9 septembre 2020
  - États-Unis : 18 septembre 2020 (Vidéo à la demande)
- Interdit aux moins de 12 ans lors de sa sortie en France

## Distribution
- Janelle Monáe : Veronica Henley / Eden
- Eric Lange : le sénateur Blake Denton / Him
- Jena Malone (VF : Laetitia Coryn) : Elizabeth
- Jack Huston : le capitaine Jasper
- Kiersey Clemons : Julia
- Gabourey Sidibe (VF : Fily Keita) : Dawn
- Marque Richardson (VF : Jean-Michel Vaubien) : Nick DeWall
- Tongayi Chirisa (VF : Günther Germain) : Eli Stokes / le professeur
- Robert Aramayo (VF : Alexis Gilot) : Daniel
- Lily Cowles (VF : Chloé Berthier) : Sarah
- London Boyce : Kennedi Henley

 Source et légende : version française (VF) sur RS Doublage

## Production
En mars 2019, on apprend que Janelle Monáe est au générique du film, avec les réalisateurs-scénaristes Gerard Bush et Christopher Renz directing. Ray Mansfield et Sean McKittrick de la société QC Entertainment gèrent la production, et Lionsgate pour la distribution. En avril 2019, Eric Lange, Jena Malone, Jack Huston, Kiersey Clemons, Tongayi Chirisa, Gabourey Sidibe, Robert Aramayo et Lily Cowles y sont engagés. En mai 2019, Marque Richardson y est également embauché.
Le tournage débute en mai 2019.

## Accueil
Antebellum sort en vidéo à la demande aux États-Unis, le 18 septembre 2020, alors qu’il sort dans plusieurs salles à l'étranger. Le film est à l'origine prévu de sortir le 24 avril 2020, mais annulé le 21 août 2020 à cause de la pandémie de Covid-19,.

### Critique
La presse américaine The Hollywood Reporter est assez sévère avec le premier film de Gerard Bush et Christopher Renz, qui ne serait pas à la hauteur des modèles qu'il cite. « Le montage est très serré et il y a une scène de course poursuite excitante à la fin, mais de manière générale, le film est assez plat visuellement. Finalement, Antebellum semble inachevé à cause de son manque d'émotion et d'empathie. Il n'offre pas de vraie perspective sur le passé et n'arrive donc pas à avoir un vrai impact sur le présent ».
En France, le site Allociné recense une moyenne des critiques presse de 3,3⁄5 pour un total de 8 critiques presse.
Selon Nicolas Didier du magazine Télérama, « s’il n’atteint pas la subtilité de Get Out (Jordan Peele, 2017), Antebellum mériterait haut la main sa place dans la nouvelle mouture de La Quatrième Dimension, anthologie lancée en 2019, notamment par Peele ».
Pour le site Écran Large, « surexpliciter les enjeux en permanence et jouer avec la temporalité n'y changera rien : Antebellum ne parvient jamais à susciter la moindre tension, ou même à surprendre. S'il est parfois pertinent vis-à-vis des interrogations de son époque, il n'en demeure pas moins particulièrement ennuyeux ».